# Åsliden och Krokstaliden
Åsliden och Krokstaliden var från 2010 till 2023 en av SCB avgränsad och namnsatt småort i Själevads socken i Örnsköldsviks kommun. Småorten omfattade bebyggelse runt länsväg 352 i de två samhällena belägna vid Lomsjön. Vid avgränsningen 2023 klassades området som en del av Örnsköldsvik och småorten avregistrerades.